# پان بریه
پان بریه (به فرانسوی: Pain brié‎) یک نان سنتی نورماندی است. برای درست کردن این نان، خمیر باید به صورت طولانی مدت ورزیده شود که باعث سفت شدن و سنگین شدن آن می‌شود.